# Parasesarma persicum
Parasesarma persicum is een krabbensoort uit de familie van de Sesarmidae. De wetenschappelijke naam van de soort is voor het eerst geldig gepubliceerd in 2010 door Naderloo & Schubart.